# Hemibystra brunnescens
Hemibystra brunnescens là một loài tò vò trong họ Ichneumonidae.